# کدکس لستر
کُدِکس لِستِر (انگلیسی: Codex Leicester) (که به نام کدکس هَمِر نیز شناخته می‌شود) مجموعه ای از نوشته‌های علمی لئوناردو داوینچی است. این کدکس به نام توماس کوک نامگذاری شده‌است که آن را در سال ۱۷۱۹ خریداری کرد. او بعداً اِرلِ لِستِر شد. این نسخه در حال حاضر رکورد اولین قیمت فروش هر کتاب را در اختیار دارد: این کتاب در تاریخ ۱۱ نوامبر ۱۹۹۴ در نیویورک با قیمت ۳۰٬۸۰۲٬۵۰۰ دلار آمریکا (معادل ۵۳٬۲۲۲٬۸۹۸٫۷۹ دلار در سال ۲۰۱۹) به بیل گیتس در خانه حراج کریستی فروخته شد.
کدس بینشی از ذهن پرسشگر هنرمند، دانشمند و اندیشمند قطعی دوره رنسانس و همچنین تصویری استثنایی از پیوند هنر و علم و خلاقیت روند علمی را ارائه می‌دهد.

## بررسی اجمالی
این دفتر چرمی است و از ۳۶ ورق به ابعاد ۲۹ × ۲۲ سانتی‌متر تشکیل شده‌است. این نسخه به صورت یک خط خطی واحد در نمی‌آید، بلکه بیشتر مخلوطی از مشاهدات و نظریه‌های لئوناردو دربارهٔ نجوم است. خواص آب، سنگ و فسیل هوا و نور آسمانی. مباحث مطرح شده عبارتند از:
- توضیحی دربارهٔ اینکه چرا فسیل موجودات دریایی را می‌توان در کوهستان یافت. صدها سال قبل از پذیرش نظریه علمی تکتونیک صفحات، لئوناردو معتقد بود که کوه‌ها قبلاً بسترهای دریا را تشکیل داده‌اند که به تدریج بلند می‌شدند تا زمانی که کوه‌ها را تشکیل می‌دادند.
- حرکت آب این موضوع اصلی Codex Leicester است. از جمله، لئوناردو در مورد جریان آب در رودخانه‌ها و چگونگی تأثیر آن بر موانع مختلفی که بر سر راه آن قرار دارد، نوشت. وی از مشاهدات خود در مورد ساخت پل و فرسایش توصیه‌هایی ارائه داد.[۶]
- درخشش ماه. لئوناردو حدس زد که سطح ماه توسط آب پوشانده شده‌است که نور خورشید را منعکس می‌کند. در این مدل، امواج روی سطح آب باعث می‌شوند تا نور در جهات مختلف منعکس شود، و این توضیح می‌دهد که چرا ماه به اندازه خورشید روشن نیست. لئوناردو توضیح داد که درخشش کم رنگ قسمت تاریک هلال ماه در اثر تابش نور خورشید از زمین ایجاد می‌شود؛ بنابراین، وی پدیده سیاره زمین را صد سال قبل از اثبات ستاره‌شناس آلمانی، یوهانس کپلر، توصیف کرد.[۶]

کدکس شامل ۱۸ ورق کاغذ است که هر کدام از وسط تا شده و در دو طرف آنها نوشته شده و سند ۷۲ صفحه ای کامل را تشکیل می‌دهد. زمانی ورق‌ها به هم بسته می‌شدند، اما اکنون آنها جداگانه نمایش داده می‌شوند. آن را لئوناردو با استفاده از آینه نویسی مشخصه خود به ایتالیایی نوشت و توسط نقاشی‌ها و نمودارهای فراوان پشتیبانی کرد.

## تغییر نام
کدکس در یک حراج از املاک لستر در سال ۱۹۸۰ توسط یک صنعتگر ثروتمند و مجموعه دار هنری به نام آرمند هَمِر با قیمت ۵٫۱ میلیون دلار (۱۵٫۸ میلیون دلار در سال ۲۰۱۹) خریداری شد. وی بعداً دفتر را به کدکس همر تغییر نام داد.همر، کارلو پدرتتی، دانشمند در حوزه لئوناردو داوینچی، را مأمور کرد که صفحات شل این کدکس را به شکل اصلی خود جمع‌آوری کند. در طول هفت سال آینده پدرتی هر صفحه را به انگلیسی ترجمه کرد و پروژه را در سال ۱۹۸۷ به اتمام رساند.

## در عصر معاصر
کدکس در ۱۱ نوامبر ۱۹۹۴ در نیویورک به قیمت US$۳۰٬۸۰۲٬۵۰۰ در حراج کریستی به بیل گیتس فروخته شد. پس از آنکه گیتس کدکس را بدست آورد، صفحات آن را در پرونده‌های تصویری دیجیتال اسکن کرد، برخی از آنها بعداً به عنوان محافظ صفحه و پرونده‌های تصویر زمینه بر روی CD-ROM به عنوان بخشی از مایکروسافت پلاس توزیع شد! برای تم دسک تاپ ویندوز ۹۵، که بعداً در ویندوز ۹۸ و ویندوز ME گنجانده خواهد شد. نسخه جامع CD-ROM (با عنوان ساده لئوناردو داوینچی) توسط Corbis در سال ۱۹۹۷ منتشر شد.

## صاحبان کدکس در دوران مختلف
- جولیلمو دلا پورتا (بنا به قولی، وی شاگرد میکل‌آنژ بود)
- Giuseppe Ghezzi (تا ۱۷۱۹)
- توماس کوک (ارل اول لستر) (۱۷۱۹–۱۷۵۹)
- مجموعه دارایی‌های لِستر (۱۷۵۹–۱۹۸۰)
- آرماند هامر (۱۹۸۰–۱۹۹۰)
- مجموعه دارایی‌های آرماند هامر (۱۹۹۰–۱۹۹۴)
- بیل گیتس (۱۹۹۴ تاکنون)